# Trine Elvstrøm-Myralf
Inge Trine Elvstrøm-Myralf (* 6. März 1962 in Gentofte, Region Hovedstaden) ist eine dänische Seglerin.
Sie startete gemeinsam mit ihrem Vater Paul Elvstrøm (1928–2016) als Vorschoterin mit dem Segelkatamaran Tornado bei den Olympischen Sommerspielen 1984 in Los Angeles. Beide verpassten knapp mit 0,7 Punkten die Bronzemedaille und erreichten Platz 4 mit 51,1 Punkten.
Im Jahre 1988 nahm sie wieder mit ihrem Vater Paul Elvstrøm an den Olympischen Sommerspielen in Seoul teil. Sie traten erneut im Tornado (mixed) an, erreichten aber nur Platz 15 mit 112 Punkten. Paul Elvstrøm und seine Tochter Trine waren das einzige Vater-Tochter-Gespann, das je an Olympischen Spielen teilnahm.